# فلورنتينو فرنانديز
فلورنتينو فرنانديز (بالإسبانية: Florentino Fernández) هو مقدم تلفزيوني وممثل إسباني، ولد في 9 نوفمبر 1972 في إسبانيا.

## وصلات خارجية
- فلورنتينو فرنانديز على موقع IMDb (الإنجليزية)
- فلورنتينو فرنانديز على موقع ألو سيني (الفرنسية)
- فلورنتينو فرنانديز على موقع قاعدة بيانات الفيلم (الإنجليزية)
- فلورنتينو فرنانديز على موقع كينوبويسك (الروسية)